# Fullerton (Californië)
Fullerton is een stad in Orange County in de Amerikaanse staat Californië en telt 126.003 inwoners. Het is hiermee de 169e stad in de Verenigde Staten (2000). De oppervlakte bedraagt 57,5 km², waarmee het de 210e stad is. De California State University - Fullerton, een van de grootste openbare universiteiten van Californië, heeft haar campus in Fullerton.

## Demografie
Van de bevolking is 11,3 % ouder dan 65 jaar en bestaat voor 23,5 % uit eenpersoonshuishoudens. De werkloosheid bedraagt 2,5 % (cijfers volkstelling 2000).
Ongeveer 30,2 % van de bevolking van Fullerton bestaat uit hispanics en latino's, 2,3 % is van Afrikaanse oorsprong en 16,1 % van Aziatische oorsprong.
Het aantal inwoners steeg van 113.419 in 1990 naar 126.003 in 2000.

## Klimaat
In januari is de gemiddelde temperatuur 14,1 °C, in juli is dat 22,6 °C. Jaarlijks valt er gemiddeld 311,7 mm neerslag (gegevens op basis van de meetperiode 1961-1990).

## Plaatsen in de nabije omgeving
De onderstaande figuur toont nabijgelegen plaatsen in een straal van 8 km rond Fullerton.

## Geboren
- Gwen Stefani (1969), zangeres
- Keith Van Horn (1975), basketballer
- Jenna Haze (1982), pornoactrice
- Scott Usher (1983), zwemmer